# ناوكو واتنابي
ناوكو واتنابي (بالكانا:わたなべ なおこ) هي عارضة وممثلة يابانية، ولدت في 30 يوليو 1984 بكاناغاوا في اليابان.

## أعمال

### أفلام
- (2007) الحرير
- (2010) الغضب

## وصلات خارجية
- ناوكو واتنابي على موقع IMDb (الإنجليزية)
- ناوكو واتنابي على موقع قاعدة بيانات الفيلم (الإنجليزية)